# Supercroc
Supercroc is een Amerikaanse monsterfilm uit 2007 van The Asylum met Kim Little. De film verscheen in 2007 als direct-naar-video op dvd.

## Verhaal
Soldaten van het Amerikaanse leger proberen te voorkomen dat een reusachtige, gewelddadige krokodil een nabijgelegen stad bereikt.

## Rolverdeling
| Acteur               | Personage         |
| -------------------- | ----------------- |
| Cynthia Rose Hall    | Celia Perez       |
| Matthew Blashaw      | Joe Lynch         |
| Kim Little           | Dr. Leah Perrot   |
| David Novak          | Generaal McFadden |
| Kristen Quintrall    | Henche            |
| Marat Glazer         | Falk              |
| Noel Thurman         | Reynolds          |
| Steven Glinn         | Jackson           |
| Allen Duncan         | Quinn             |
| Michael Tower        | McCoy             |
| Shaley Scott         | Julie Davenport   |
| Kim Garrett          | Druitt            |
| Elvan Price Jr.      | Helikopter Piloot |
| Jason DeParis        | Dryer             |
| Matthew Scott Wilcox | Hart              |
| Eric Spudic          | Forney            |
| Andy Holt            | Martin            |
| Cougar Zank          | Myers             |

## Trivia
- Supercroc is de bijnaam van de, in het Krijt tijdperk levende, Sarcosuchus. Sarcosuchus werd echter niet langer dan twaalf meter.